# Cathédrale Christ Church de Montréal
Pour les articles homonymes, voir Cathédrale Christ Church.
 (février 2025).
La cathédrale Christ Church située en plein cœur de Montréal, au 635, rue Sainte-Catherine Ouest, est affiliée à la confession anglicane. Elle se trouve au-dessus des Promenades Cathédrale.

## Histoire

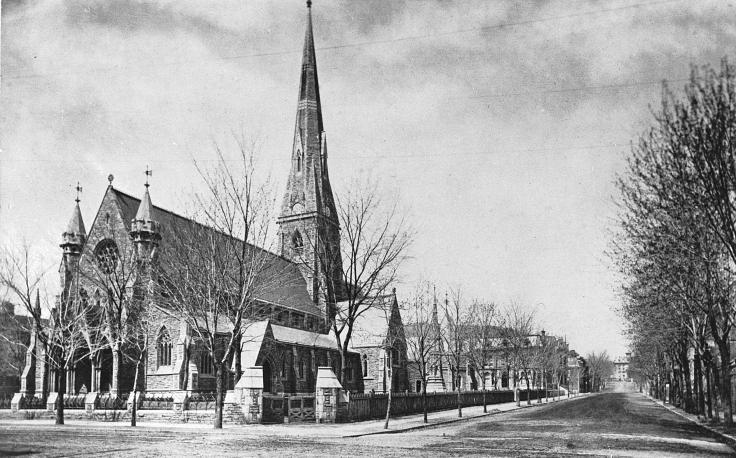
Cathédrale Christ Church, 1869

Une première église est d'abord construite sur la rue Notre-Dame entre 1805 et 1821. Devenue cathédrale en 1850, elle est détruite par un incendie en 1856. Un nouvel emplacement pour sa reconstruction est choisi, en pleine campagne sur un terrain cédé par la succession de Thomas Phillips, qui a donné son nom au Square Phillips.
La nouvelle église est érigée de 1857 à 1859 sur le modèle des églises gothiques de la campagne anglaise du XIVe siècle selon les plans de l’architecte britannique Frank Wills (1822 † 1857) qui proposait un plan cruciforme avec une tour carrée à la croisée du transept. Les travaux furent menés à terme par Thomas Scott (1826 † 1895), architecte établi à Montréal.

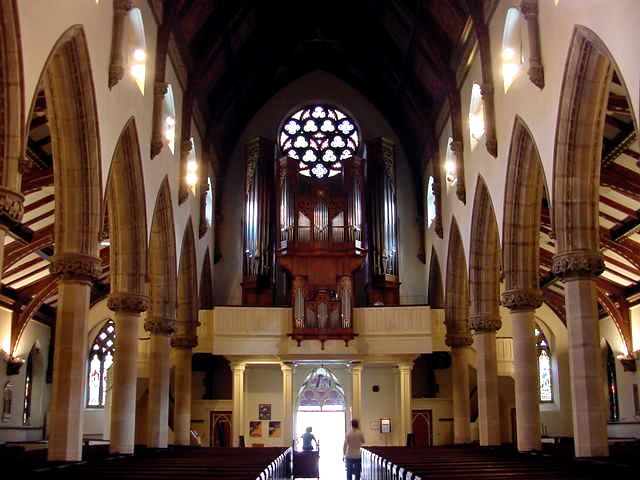
Intérieur

À partir du moment où l'imposante tour centrale fut achevée, celle-ci commence à s'enfoncer dans le sol mou où l'on avait creusé ses fondations. En effet, dès 1920, elle penche de 4 pieds vers le sud. En 1927, le clocher en pierre, pesant 3,5 millions de livres, dut être enlevé. Il a fallu attendre une quinzaine d’années (années 1940) avant que soit érigée une réplique du clocher en aluminium, offerte par un donateur anonyme.
En 1980, le jubé et l'orgue sont achevés. L'orgue est un instrument à traction mécanique construit par Karl Wilhelm.

## Promenades Cathédrale
Au milieu des années 1980, un vaste projet immobilier vit le jour sous la cathédrale. En effet, en 1987, la cathédrale fut maintenue sur pilotis lors de la construction des Promenades de la cathédrale, centre commercial situé au sous-sol. Le projet de développement consistait en un immeuble à bureaux de 34 étages juste au nord de la cathédrale, la Tour KPMG, mais aussi un stationnement et deux niveaux pour les commerces au détail au-dessous de la cathédrale. Ce projet permit aussi de terminer le lien est-ouest du réseau souterrain montréalais entre les magasins Eaton (à l'époque, maintenant Les Ailes de la Mode) et La Baie.
Cette église a été classée monument historique le 12 mai 1988. C’est en 1999 qu’elle a été désignée lieu historique national du Canada par la Commission des lieux et monuments historiques du Canada.

## Référence
1. ↑  Paul-André Linteau, La rue Sainte-Catherine, au cœur de la vie montréalaise, Montréal, Éditions de l'Homme et Pointe-à-Callière, 2010, 237 p. (ISBN 978-2-7619-2751-2), p. 41.

### Source
- Commission des biens culturels, Les chemins de la mémoire, Monuments et sites historiques du Québec, tome II, Les Publications du Québec, Québec, 1991, p. 81 à 83.